# Авдулов Микола Павлович
Микола Павлович Авдулов (нар. 10 (22) липня 1899, Полтава — 22 травня 1938, Саратов) — російський біолог, цитолог, морфолог, систематик рослин, учень найбільшого вітчизняного цитолога Р. А. Левитського.

## Біографія
Батько інженер шляхів сполучення Павло Володимирович Авдулов, із збіднілого старовинного дворянського роду. Мати — Анна Львівна (уроджена Малішевська), навчала Миколу мовам і музиці. З дитинства чудово грав на роялі, складав музику, малював. У ранній юності у нього з обох очей були видалені кришталики, і він міг бачити тільки в спеціальних окулярах, без яких був майже сліпим.
1909 року вступив у реальне училище в Астрахані, у зв'язку з переїздами батька, потім навчався в Одесі, і закінчив реальне училище в Петрограді 1917 року. Тоді ж вступив на сільськогосподарський факультет Політехнічного інституту в Києві. Вже в 1918—1919 роках почав займатися дослідницькою роботою під керівництвом Р. А. Левитського, який читав лекції морфології і систематики рослин. Виконав дослідження «Гетеростилія у куколя». Будучи студентом, працював чорноробом на лісопильному заводі. Після закінчення другого курсу залишив інститут і поїхав у Гудауту в Абхазії, в колишній маєток родини, куди переїхали його батьки. Був робітником у Першій гудаутській трудовій сільськогосподарській артілі, після цього служив завідувачем бібліотекою ревкому, був діловодом карного розшуку тощо. 1923 року за напрямом Наркомзему вступив на лісогосподарський факультет Московського лісотехнічного інституту. Там під керівництвом О. Ф. Слудського настільки захопився дослідженнями лишайників, що, як він пізніше сам писав в автобіографії, «мало приділяв уваги навчанню і через рік був виключений за неуспішність». Цього часу серйозно захворів батько, і в 1923—1925 роках Микола вступив на службу статистиком у Центральному статистичному управлінні, а потім рахівником у виробничому бюро Інституту народного господарства.
У листопаді 1925 р. Левитський запросив Авдулова на роботу у Відділі прикладної ботаніки Державного інституту досвідченої агрономії (пізніше Всесоюзний інститут прикладної ботаніки і нових культур).
- 1925—1927 рр. — лаборант.
- З 1927 р. — асистент
- 1928 р. — старший асистент.
- 1929 р. перейшов на посаду старшого асистента у Всесоюзний інститут прикладної ботаніки і нових культур, де цитологічною роботою керував Р. А. Левитський.

У 1926—1931 роках за пропозицією Р. А. Левитського Авдулов виконав дослідження каріосистематики сімейства злаків, яке пізніше стало класичним. За цю монографію Авдулов отримав першу премію на конкурсі Головнауки, пізніше вона була перекладена на іспанську (1945) і англійську (1975) мови. Інші наукові роботи присвячені цитології кукурудзи, африканського проса, пирійних і житньо-пшеничних гібридів. З 1931 р. поєднував роботи у ВИРі з читанням курсу морфології і систематики рослин у Ленінградському сільськогосподарському інституті.
У березні 1932 року його було заарештовано у Москві, три роки працював на будівництві Біломорканалу, звільнений за заліків у травні 1935 р. Далі працював на Саратовській селекційній станції на посаді вченого фахівця і з вересня 1935 викладав у Саратовському державному університеті на біологічному факультеті. Кандидат біологічних і сільськогосподарських наук (без захисту дисертації, 1936), доктор біологічних наук (1936) — дисертація захищена в Ботанічному інституті АН СРСР при опонентів Р. А. Левитському і Р. Ю. Рожевіці. У квітні 1937 р. Авдулов перейшов з Саратовської селекційної дослідної станції на постійну роботу до Саратовського університету, де став завідувачем організованої спеціально для нього кафедри морфології і систематики рослин. Продовжував працю з цитології кукурудзи, африканського проса, нуту, почав вивчення гібридів при близьких і віддалених схрещуваннях.
28 грудня 1937 року заарештований, 20 травня 1938 р. за звинуваченням у шкідництві, участь у контр-революційній організації і підготовці терористичних актів засуджений до розстрілу (1938). Розстріляний 22 травня 1938 р. [(Арх. кримінальна справа № ОФ-12592)].
Реабілітований 14 листопада 1957 р.

## Родина
Дружина — Катерина Мечиславівна (уроджена Ярнинська) (1897—1975) арештована 1932 року, термін відбувала в Новосибірській області, знову 23.06.1938, засуджена як ЧСЗБ на 5 років таборів, реабілітована 27 серпня 1957
Син — Андрій (1930—2008), після арешту батьків виховувався бабусею А. Л. Авдуловою, кандидат технічних наук, начальник главку Міністерства верстатобудівної та інструментальної промисловості СРСР, лауреат держ. премії (1975), пізніше головний науковий співробітник відділу наукознавства ІНІСН РАН, доктор філософських наук (1994).
Онук — Микола, фармаколог, доктор біологічних наук, живе в США.
Онук — Олександр, японіст, фахівець з чайної церемонії, живе в Канаді.

## Адреса
- 1937 — Саратов, вул. 3-я Садовая, д. 9, кв. 1.

## Наукові праці

### Книга та її переклади
- (рос.) Авдулов Н. П. Кариосистематическое исследование семейства злаков // Труды по прикл. бот., ген. и сел. 1931. Прилож. 44. 428 с.
- (ісп.) Avdulov N. P. Estudio cario-sistemático de la familia de la Gramíneas ; S Grigórʹiev; Universidad Nacional de La Plata. Biblioteca de la Facultad de Agronomia. La Plata: Biblioteca de la Facultad de Agronomia, [1945?]
- (англ.) Avdulov N. P. Kario-systematic studies in the family Gramineae. Indian National Scientific Documentation Centre.; Smithsonian Institution.; National Science Foundation (U.S.) New Delhi: Published for the Smithsonian Institution and the National Science Foundation by the Indian National Scientific Documentation Centrer, 1975.

### Вибрані статті
- Авдулов Н. П. Систематическая кариология семейства Gramineae // Дневник Всесоюз. съезда ботаников. Л., 1928. Вып. 1. С. 65-67.
- Авдулов Н. П., Титова Н. Н. Сверхкомплектные хромозомы у Pospalum stoloniferum Bosco, Труды по прикладной ботанике, генетике и селекции, сер. 2, Л., 1933, № 2.
- Авдулов Н. П. Дополнительные кариологические данные к систематике злаков, Труды по прикладной ботанике, генетике и селекции, сер. 2, Л., 1933, № 2.
- Авдулов Н. П. Неправильность митоза у пырейных гибридов. // Работы по цитологии культурных растений: Труды Саратовской селекционной опытной станции. М. —Л., 1937. — С. 99-109.
- Авдулов Н. П. Поведение ржано-пшеничных амфидиплоидов в скрещивании. Работы по цитологии культурных растений. — Труды Саратовской селекционной станции.- М.; Л.: ВАСХНШ1, 1937, с. 22-27.
- Avdulov N. P. Chromosome Morphology and their Variability in Zea mays: the Karyotype of Cicer arietinum L. // Abhandlungen der Tschernyschewsky Staatsuniversität, Saratow, Bd. 1, (XIV), Nr. 1. S. l., 1937.